# Tantilla hobartsmithi
Tantilla hobartsmithi es una especie de serpiente de la familia Colubridae nativa del suroeste de los Estados Unidos y el norte de México.

## Etimología
El nombre específico o epíteto, hobartsmithi, es en honor al zoólogo y herpetólogo estadounidense Hobart M. Smith (1912-2013).

## Descripción
La serpiente de espinillas del suroeste es una serpiente pequeña, que crece hasta una longitud total máxima (incluida la cola) de 15 pulgadas (38 cm), pero normalmente tiene un promedio de alrededor de 8 pulgadas (20 cm) de longitud total.
Dorsalmente, es de color uniformemente marrón, excepto por la cabeza de color negro, que le da su nombre común, y un collar de color crema o blanco. En el vientre, hay una amplia franja rojiza, que corre por el centro de las escamas ventrales.
T. hobartsmithi fue descrito por primera vez por Edward Harrison Taylor en 1936.

## Distribución y hábitat
La serpiente de cabeza negra del suroeste se encuentra en el suroeste de los Estados Unidos, en Arizona, California, Colorado, Nevada, Nuevo México, Texas y Utah, así como en el norte de México, en Chihuahua, Coahuila y Sonora.
Los hábitats naturales preferidos de T. hobartsmithi son el desierto, los pastizales, los matorrales y los bosques.